# Monotes loandensis
Monotes loandensis là một loài thực vật có hoa trong họ Dầu. Loài này được Exell mô tả khoa học đầu tiên năm 1932.